# Devon Falls
Devon Falls är ett vattenfall i Sri Lanka.   Det ligger i provinsen Centralprovinsen, i den södra delen av landet, 90 km öster om huvudstaden Colombo. Devon Falls ligger 1 163 meter över havet.
Terrängen runt Devon Falls är huvudsakligen kuperad, men österut är den bergig. Runt Devon Falls är det tätbefolkat, med 442 invånare per kvadratkilometer. Närmaste större samhälle är Nuwara Eliya, 17,0 km öster om Devon Falls. I omgivningarna runt Devon Falls växer i huvudsak städsegrön lövskog.